# Kujō Yukiie
Kujō Yukiie (九条 幸家 1586-1665?) fue un kuge (cortesano) que actuó de regente a comienzos de la era Edo. Fue hijo del regente Kujō Kanetaka.
Ocupó la posición de kanpaku del Emperador Go-Yōzei y del Emperador Go-Mizunoo entre 1608 y 1612, y nuevamente fue kanpaku del Emperador Go-Mizunoo entre 1619 y 1623.
Contrajo matrimonio con Toyotomi Sadako, hija de Toyotomi Hidekatsu e hija adoptiva de Tokugawa Hidetada. Tuvieron varios hijos como son Nijō Yasumichi y Kujō Michifusa.